# Юний натураліст (журнал)
«Юний натураліст» — науково-популярний дитячий та юнацький журнал про природу, природознавство, біологію та екологію. Головна редакція розташована у м. Москві. Журнал зареєстрований і має свідоцтво ЗМІ № 01602.

## Історія
Заснований у липні 1928 році як додаток до журналу «Сельская Новь» (російською мовою). Журнал не виходив у 1941-1956 роках. У радянський період журнал мав інколи наклад майже 4 млн примірників. У 1978 році журнал отримав орден «Знак Пошани».

## Автори журналу
У журналі публікували свої статті Віталій Біанкі, Михайло Пришвін, Костянтин Паустовський, Віктор Астаф'єв, Володимир Солоухін, Ігор Акімушкін, Віра Чапліна та інші письменники, Іван Мічурін, Климент Тімірязєв, Володимир Обручев, Валентин Рахілін та інші вчені і популяризатори науки.